# 长寿湖水库
长寿湖水库是中国重庆市境内的一座水库，建于1956年。水库正常库容为74540万立方米，集雨面积为630平方千米。